# Mariusz Malinowski (piłkarz)
Mariusz Malinowski (ur. 17 maja 1975 w Gdańsku) – polski piłkarz, występujący na pozycji obrońcy.

## Życiorys
Na początku seniorskiej kariery występował w MOSiR Pruszcz Gdański i Polonii Gdańsk. Na początku 1997 roku przeszedł do Polonii Warszawa. W I lidze zadebiutował 8 marca 1997 roku w wygranym 1:0 spotkaniu z Wisłą Kraków. W sezonie 1999/2000 zdobył z Polonią mistrzostwo Polski i puchar ligi, natomiast w sezonie 2000/2001 zdobył superpuchar i Puchar Polski. Ponadto w sezonie 2000/2001 uczestniczył w spotkaniu eliminacji do Ligi Mistrzów z Panathinaikosem (2:2), a w sezonach 2001/2002 i 2002/2003 rozegrał trzy spotkania w Pucharze UEFA, przeciwko TNS (2:0), FC Twente (0:2) i FC Porto (0:6). W rundzie wiosennej sezonu 2002/2003 był wypożyczony do KSZO Ostrowiec Świętokrzyski, po czym przeszedł do Świtu Nowy Dwór Mazowiecki. Ogółem w I lidze rozegrał sto spotkań. W rundzie jesiennej sezonu 2004/2005 wystąpił w 12 spotkaniach w barwach Unii Tczew, po czym został zawodnikiem Czarnych Pruszcz Gdański. Po zakończeniu kariery zawodniczej kontynuował pracę w tym klubie jako trener juniorów.

## Statystyki ligowe
| Sezon         | Klub                         | Liga     | Mecze | Gole |
| ------------- | ---------------------------- | -------- | ----- | ---- |
| 1996/1997 (w) | Polonia Warszawa             | I liga   | 6     | 1    |
| 1997/1998     | Polonia Warszawa             | I liga   | 8     | 0    |
| 1998/1999     | Polonia Warszawa             | I liga   | 21    | 0    |
| 1999/2000     | Polonia Warszawa             | I liga   | 13    | 0    |
| 2000/2001     | Polonia Warszawa             | I liga   | 6     | 0    |
| 2001/2002     | Polonia Warszawa             | I liga   | 20    | 4    |
| 2002/2003 (j) | Polonia Warszawa             | I liga   | 8     | 0    |
| 2002/2003 (w) | KSZO Ostrowiec Świętokrzyski | I liga   | 13    | 1    |
| 2003/2004 (j) | Świt Nowy Dwór Mazowiecki    | I liga   | 5     | 0    |
| 2004/2005 (j) | Unia Tczew                   | III liga | 12    | 0    |